# خوان مانوئل اولیوارس (بازیکن فوتبال)
خوان مانوئل اولیوارس (انگلیسی: Juan Manuel Olivares؛ زادهٔ ۱۴ ژوئیهٔ ۱۹۸۸) بازیکن فوتبال اهل آرژانتین است.